# Sandvik

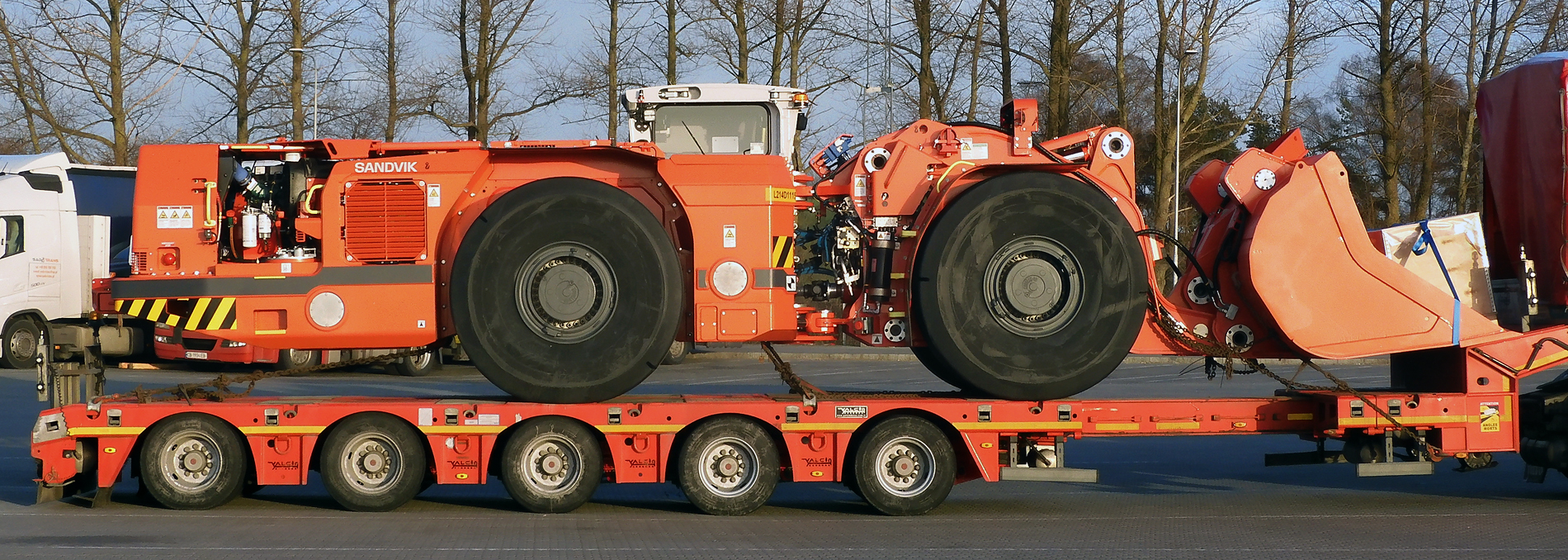
SANDVIK LH 514, machine pour l'exploitation minière.

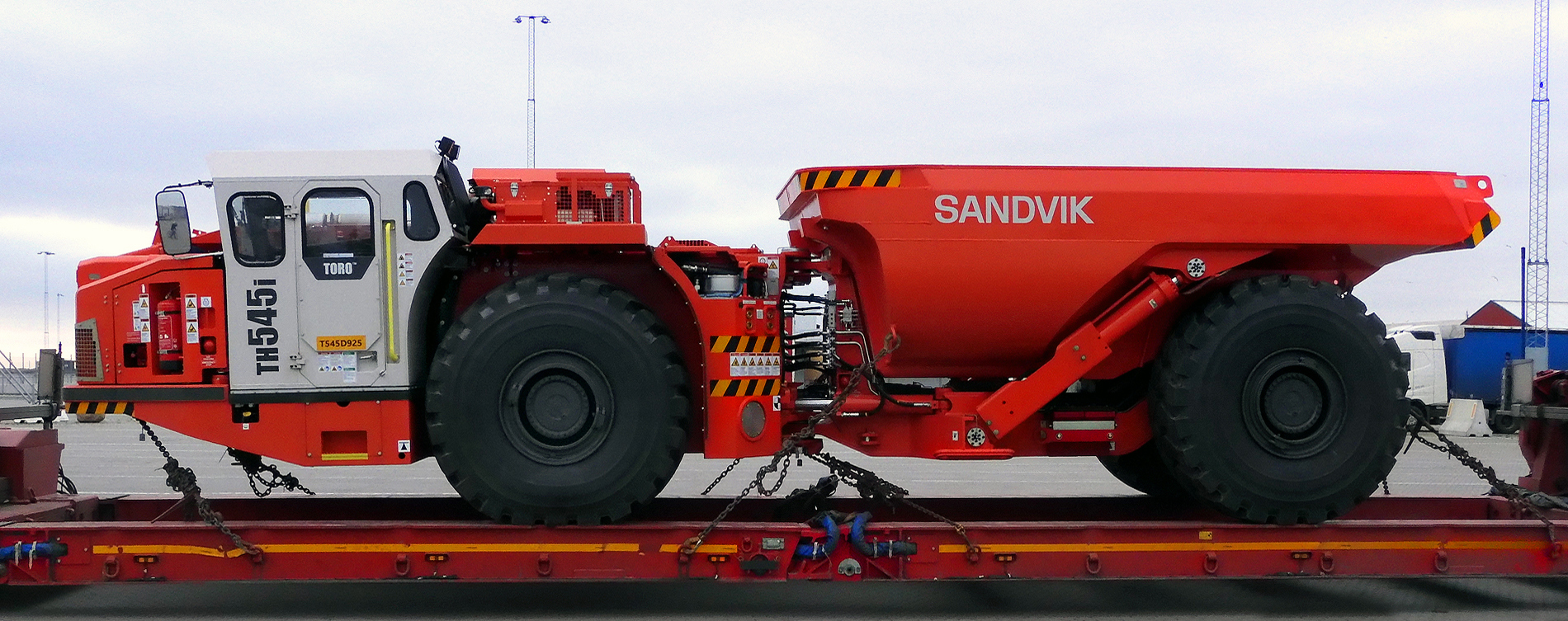
SANDVIK TH 545i, machine pour l'exploitation minière.

Sandvik est une société industrielle suédoise fondée en 1862 par Göran Fredrik Göransson à Sandviken. 
Sandvik est un des premiers fabricants mondiaux de machines-outils et d'outils industriels :
- Machines et équipements d'exploitation minière et de construction, semi-remorques de forage, outils de perforation des roches, excavateurs, engins de levage.

- Outils de coupe et systèmes d'outillage, par exemple outils de tournage, alésoirs carbure et fraiseuses.

- Aciers inoxydables de pointe, alliages spéciaux et titane, par exemple tubes, feuillards, fils et barres.
- Produits pour fours et systèmes de chauffe.

## Histoire
Début janvier 2014, Sandvik acquiert l'entreprise américaine Varel, spécialisée dans les engins de forages, pour 740 millions de dollars.
Sandvik acquiert la société française Metrologic Group en juillet 2018.

## Organisation
Le groupe Sandvik est composé de 4 domaines d'activité indépendantes :
- Sandvik Manufacturing and Machining Solutions
- Sandvik Mining and Rock Solutions
- Sandvik Rock Processing Solutions
- Sandvik Materials Technology

En 2022, Sandvik materials technology devient une entité indépedant sous le nom Alleima.

## Actionnaires
Liste des principaux actionnaires au 30 octobre 2019.
| Industrivärden                           | 24,6% |
| Alecta Pension Insurance Mutual          | 6,62% |
| AFA Sjukförsäkringsaktiebolag            | 3,90% |
| Templeton Global Advisors                | 3,66% |
| Swedbank Robur Fonder                    | 3,31% |
| AMF Fonder                               | 2,65% |
| Svenska Handelsbankens Pensionsstiftelse | 2,61% |
| L E Lundbergföretagen                    | 2,39% |
| The Vanguard Group                       | 2,37% |
| SEB Investment Management                | 2,20% |